# Marinha do Irã
A Marinha do Irã(pt-BR) ou Marinha do Irão(pt-PT?) (em persa: نیروی دریایی جمهوری اسلامی ایران) é o ramo naval das Forças armadas da da República Islâmica do Irã. O seu quartel general fica localizado na cidade de Bandar Abbas, no Golfo Pérsico.

## História
A Marinha Iraniana foi reconstruída após ter sido quase totalmente destruída durante a Invasão anglo-soviética do Irã na Segunda Guerra Mundial. Após a SGM, a frota de navios de guerra começou a substituir navios destruídos com contratorpedeiros, fragatas e muitas embarcações menores, incluindo hovercrafts, muitos dos quais tiveram origem nos Estados Unidos e Reino Unido, que haviam desempenhado um papel na destruição de grande parte do equipamento original na Segunda Guerra Mundial.
Na década de 1970, o Irã planejava estender o seu alcance naval no Oceano Índico, mas este objetivo foi reduzido pela Revolução Islâmica (1979), e a Guerra Irã-Iraque (1980-1988) apoiada pelo Ocidente, o que deixou o país  vulnerável diante de uma invasão.
Em 23 de agosto de 2010, foi anunciada a produção em massa de dois navios de assalto: Zolfaghar e Seraj.